# 清孝陵
清孝陵（穆麟德轉寫：hiyoošungga munggan）位於中國河北省遵化市的清东陵，是清世祖順治帝及其后妃的陵墓。该陵于順治十八年（1661年）顺治帝崩逝后開始籌畫，康熙二年（1663年）动工，至康熙三年（1664年）十一月十九日基本完工，康熙七年（1668年）全部完成相关附属建筑的建设，位于昌瑞山主峰南麓，与孝康章皇后佟佳氏、孝献端敬皇后董鄂氏共葬。清世祖及其两位皇后采用火葬，在地宫中仅有三个骨灰坛。清世祖生前明确表示不要厚葬，另外地宫的防御严密，清孝陵成为在民国时期清东陵唯一一个保存完好的皇陵，未被孫殿英，张尽忠，王绍义等盜掘。